# Unonopsis veneficiorum
Unonopsis veneficiorum är en kirimojaväxtart som först beskrevs av Carl Friedrich Philipp von Martius, och fick sitt nu gällande namn av Robert Elias Fries. Unonopsis veneficiorum ingår i släktet Unonopsis och familjen kirimojaväxter. Inga underarter finns listade i Catalogue of Life.